# Список экорегионов Камеруна
Ниже приводится список экорегионов в Камеруне, согласно Всемирному Фонду дикой природы (ВФП).

## Наземные экорегионы
по основным типам местообитаний

### Тропические и субтропические влажные широколистные леса
- Атлантические экваториальные прибрежные леса
- Горные леса Камеруна и Биоко
- Камерунские высокогорные леса
- Прибрежные леса Кросс-Санага-Биоко
- Северо-западные низинные леса Конго

### Тропические и субтропические луга, саванны и кустарники
- Восточные Суданские саванны
- Западные Суданские саванны
- Лесная саванна Гвинеи
- Лесная саванна Северного Конго
- Мозаика Плато Мандара
- Сахельская акациевая саванна

### Затопляемые луга и саванны
- Затопленные саванны озера Чад

### Мангры
- Центральноафриканские мангры

## Пресноводные экорегионы
по биорегиону

### Нило-Судан
- Водосбор Чада

### Западное экваториальное побережье
- Центрально-западное экваториальное побережье
- Северо-западное экваториальное побережье
- Западные экваториальные кратерные озера

### Конго
- Санга

## Морские экорегионы
- Центральный залив Гвинеи